# Страндебармское пробство

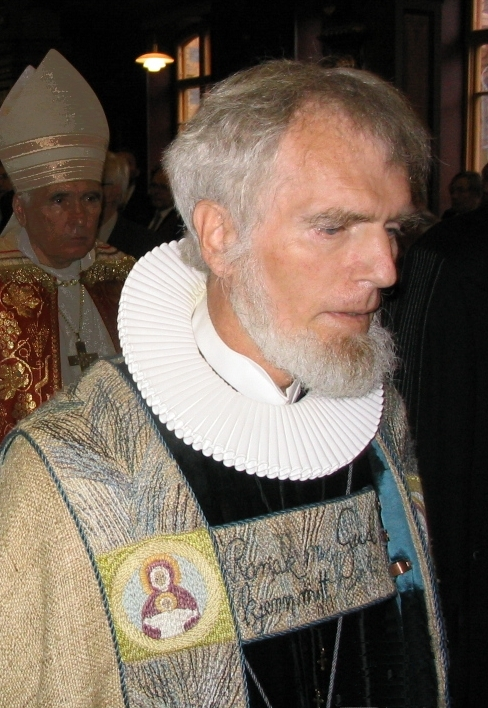
Епископ Бёрре Кнудсен (1937-2014)

Страндебармское пробство (норв. Strandebarm Prosti), также известное как «Церковь Норвегии в изгнании» — независимое объединение норвежских лютеранских церквей, основанное в 1991 году.
С 1997 года — епархия. Представляла собой объединение лютеранских общин и священнослужителей под руководством пасторов Бёрре Кнудсена, Людвига Нессы и Пера Кёрнера.

## История
Страндебармское пробство (по названию деревни Страндебарм) было создано на Пасху 1991 года. Пробстом был избран и поставлен пастор Пер Кёрнер, настоятель Страндебармской общины. Три пастора-основателя руководили объединением совместно. Пер Кёрнер и Людвиг Несса отвечали за работу на юге страны, а Бёрре Кнудсен — на севере. В 1997 году к пробству присоединились пасторы Арне Торсен и Олав Берг Люнгмо, после чего Пер Кёрнер рукоположил Бёрре Кнудсена в епископы «Церкви Норвегии в изгнании».
Пробство рассматривала себя как часть официальной Церкви Норвегии, не подчиненная правительству, парламенту и церковным властям. В отличие от официальной церкви пасторы пробства выступали против ординации женщин, абортов, однополых отношений и повторных браков после развода без уважительных причин, а также за отделение церкви от государства.
В 2001 году Бёрре Кнудсен был лишен сана в Церкви Норвегии.
В пробство входили десять приходов.
В 2008 году Бёрре Кнудсен оставил служение епископа по состоянию здоровья (в 2004 году у него обнаружили болезнь Паркинсона). В 2012 году епископом трех северных приходов (к которым впоследствии присоединилась община в Трондхейме) был поставлен Тор Хенрик Вит. Пер Кёрнер и Людвиг Несса разошлись с Новым епископам во взглядах относительно абортов и сохранили контроль над общинами на западе и востоке Норвегии. В 2013 году приходы, возглавляемые епископом Витом, образовали Евангелическо-лютеранскую епархию в Норвегии, вступившую в общение со шведской Миссионерской провинцией.
С 2014 года богослужения, отправляемые Людвигом Нессом, транслировались на христианском телевизионном канале Visjon Norge.